# Edat de la Terra
L'edat de la Terra és d'uns 4.540 milions d'anys (4.54 × 10⁹ anys ± 1%).

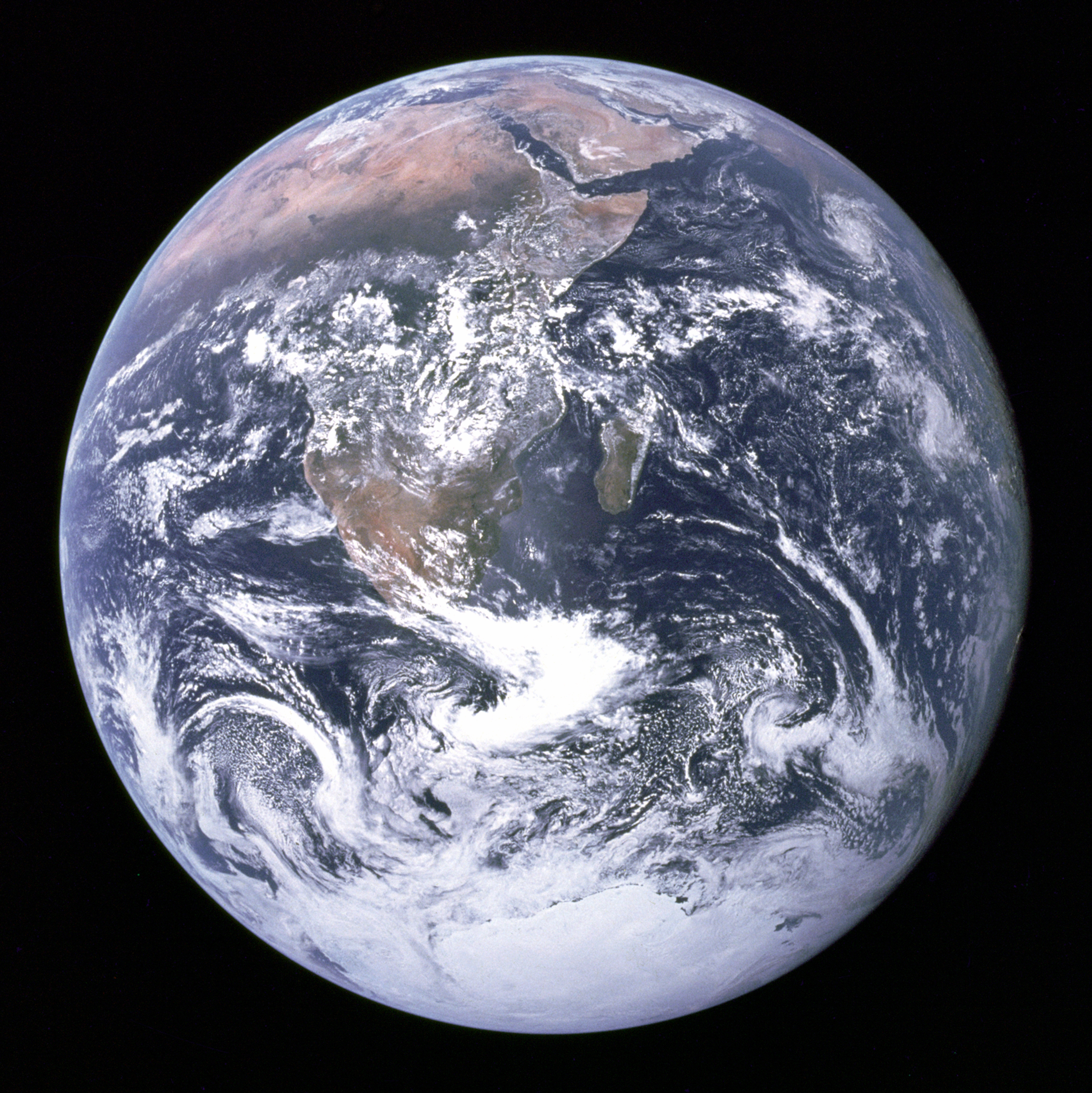
La Terra vista per l'Apollo 17

Aquesta edat s'ha determinat per datació radiomètrica de material meteorític i és coherent amb l'edat de les mostres de roques terrestres i lunars més antigues que es coneixen.
Després de la revolució científica i del desenvolupament de la datació radiomètrica, les mesures del plom en minerals rics en urani mostraren que alguns excedien els mil milions d'anys.
Els minerals d'aquests tipus més antics analitzats fins ara –petits cristalls de zircó de les muntanyes Jack Hills d'Austràlia Occidental– tenen almenys 4.404 milions d'anys.
 Comparant la massa i la lluminositat del Sol amb la de multitud d'altres estrelles, sembla que el sistema solar no pot ser molt més vell que aquestes roques. Les inclusions riques de Ca-Al (inclusions riques en calci i alumini) –els constituents sòlids més antics dels meteorits que es formaren en el sistema solar – tenen 4.567 milions d'anys, el que ens dona una edat del sistema solar i un límit per a l'edat de la Terra. Una hipòtesi descriu que l'acreció de la Terra començà molt d'hora després de la formació de les inclusions riques en Ca-Al i els meteorits. L'edat de la Terra és difícil de determinar, ja que no es coneix el temps exacte d'acreció de la Terra, i les prediccions dels diferents models d'acreció varien d'uns pocs milions fins a 100 milions d'anys.De la mateixa manera és difícil determinar amb exactitud l'edat de les roques més velles de la Terra, ja que són agregats de minerals possiblement d'edats diferents.

## Desenvolupament del concepte geològic modern
Els estudis dels estrats, capes de roques de la Terra, donaren als naturalistes les primeres apreciacions sobre els canvis que la Terra havia patit durant la seva existència. Aquestes capes sovint contenien restes fossilitzades de criatures desconegudes, donant peu a interpretar una progressió d'organismes de capa a capa.
El danès Niels Stensen (segle xvii) fou un dels primers naturalistes occidentals que interpretà les connexions entre les restes fòssils i els estrats. Les seves observacions el feren formular importants conceptes estratigràfics (per exemple, el "principi de superposició d'estrats" i el "principi de l'horitzontalitat original"). El 1790, el naturaista britànic William Smith formulà la hipòtesi que si dues capes de roques de diferents localitzacions contenien fòssils similars, era plausible que les capes tinguessin una edat similar. El nebot de William Smitht, John Phillips, calaculà posteriorment per aquests mitjans que la Terra tenia sobre els 96 milions d'anys.
El naturalista Mikhaïl Lomonóssov, considerat com el fundador de la ciència russa, suggerí a mitjan segle xviii que la Terra havia estat creada separadament de la resta de l'univers, alguns centenars de milers d'anys abans. Les idees de Lomonóssov eren principalment especulatives, però el 1779 el naturalista francès Comte du Buffon intentà obtenir l'edat de la Terra amb el següent experiment: Creà un petit globus que s'assemblés a la Terra en la seva composició i llavors mesurà la seva raó de refredament. La qual cosa el conduí a estimar l'edat de la Terra en 75.000 anys.
Altres naturalistes usaren aquestes hipòtesis per construir la història de la Terra, encara que les seves línies temporals foren inexactes, ja que no sabien quant de temps trigava a assentar-se les capes estratigràfiques. El 1830, el geòleg Charles Lyell, desenvolupant les idees del filòsof natural escocès James Hutton, popularitzà la teoria del catastrofisme en què les condicions de la Terra es trobaven en perpetu canvi, erosionant-se i reformant-se contínuament, i que la proporció d'aquest canvi era aproxidament constant. Això era un desafiament per al punt de vista tradicional, que veia la història de la Terra com a estàtica, amb canvis produïts per catàstrofes intermitents. Molts naturalistes foren influenciats per Lyell i creieren que els canvis eren constants i uniformes.

## Primers càlculs

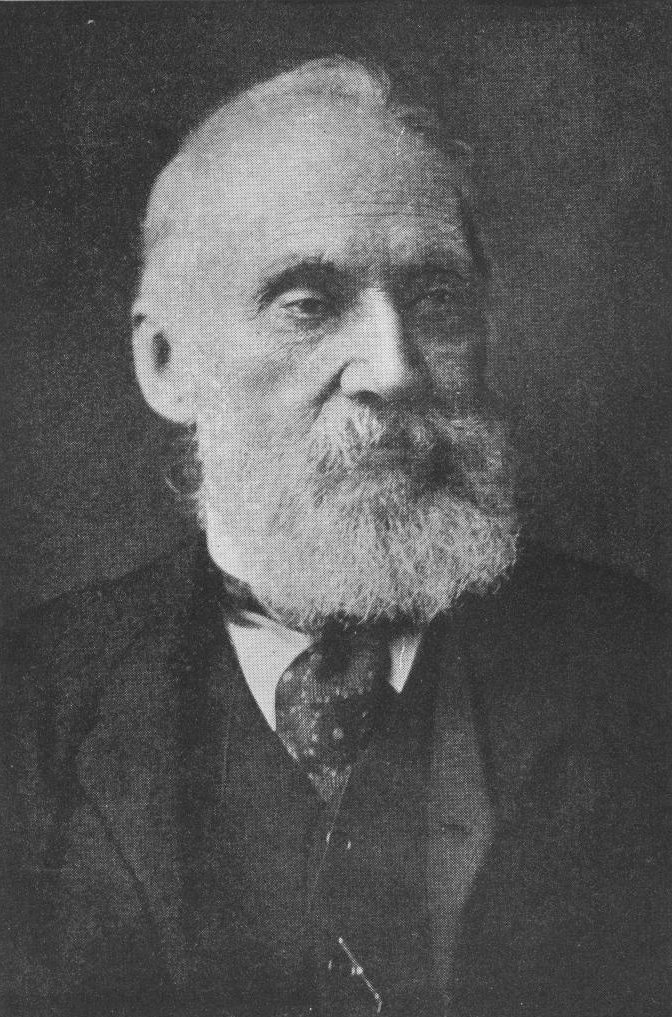
William Thomson (Lord Kelvin)

El 1862, el físic William Thomson (Lord Kelvin) de Glasgow publicà uns càlculs que fixaven l'edat de la Terra entre 20 milions i 400 milions d'anys.
Assumí que la Terra s'havia format a partir d'un objecte completament fos, i determinà el temps que trigaria la superfície a refredar-se per assolir la temperatura actual. Els seus càlculs no tingueren en compte la convecció de l'interior de la Terra, el que permet que escapi més calor de l'interior per escalfar les roques properes a la superfície.
El geòlegs no acceptaren una edat tant petita per a la Terra i els biòlegs pensaren que era un poc plausible. Charles Darwin, que havia estudiat el treball de Lyell, proposà la seva teoria de l'evolució dels organismes per selecció natural, en el qual el procés de combinació de variació heretable i acumulativa aleatòria esmerçaria gran quantitat de temps. (els genetistes han mesurat la ràtio de divergència genètica de les espècies, usant el rellotge molecular, per datar l'últim ancestre universal de tots els organismes vius que han datat en entre 3.500 i 3.800 milions d'anys).
En una conferència el 1869, Thomas Huxley atacà els càlculs de Thomson, suggerint que semblaven precisos però que estaven basats en assumptions falses. El físic alemany Hermann von Helmholtz (el 1856) i l'astrònom canandenc Simon Newcomb (el 1892) atribuïren una edat de 22 i 18 milions d'anys respectivament: independentment calcularen el temps que trigaria el Sul en condersar-se fins al diàmetre i la lluentor actual des de la nebulosa de gas i pols de la que va néixer. Els seus resultants eren coherents amb els de Thompson, això no obstant, havien assumit que el Sol brillava tan sols per la calor de la seva contracció gravitacional. Encara no es coneixien els processos de fusió nuclear solar.
Altres científics també recolzaren les dades de Thompson. El fill de Charles Darwin, l'astrònom George Howard Darwin de la Universitat de Cambridge, proposà que la Terra i la Lluna s'havien separat partint d'un mateix cos en els primers temps quan encara eren cossos fosos. Calculà el temps que trigaria la Terra a tenir l'actual rotació de 24 per fricció de marea obteninr un valor de 56 milions d'anys, la qual cosa donà més proves que els càlculs de Thompson estaven en la bona direcció.
La darrera estimació que Thomson donà el 1897, fou: "que era més de 20 i menys de 40 milions d'anys, i probablement més a prop de 20 que de 40".
El 1899 i 1900, John Joly del Trinity College de Dublín calculà la ràtio a la que els oceans haurien acumulat sal per processos d'erosió, i determinà que els oceans tenien entre 80 i 100 milions d'anys.

## Datació radiomètrica
Els minerals de les roques contenen de manera natural uns elements químics concrets i no d'altres. Es poden introduir elements exòtics amb el pas del temps gràcies a processos de desintegració radioactiva dels isòtops radioactius de les roques. Mesurant la concentració de productes de desintegració estables, juntament amb el període de semidesintegració i la concentració inicial coneguda de l'element, es pot calcular l'edat de la roca. Els productes radioactius finals típics són argó provinent de la desintegració del potassi-40 i plom de la desintegració l'urani i el tori. Si la roca es fon, això passa en el mantell terrestre, aquests productes finals no radioactius escapen o es redistribueixen. Per tant, l'edat de les roques terrestres més antigues dona un mínim per l'edat de la Terra assumint que una roca no pot ser més antiga que la mateixa Terra.

### Mantell convectiu i radioactivitat
Lord Kelvin calculà el 1892 l'edat de la Terra usant gradients termals i arribà a una estimació de 100 milions d'anys.
No s'adonà que la Terra té un mantell terrestre fluid i viscós, i això malmeté els seus càlculs. Al n 1895, John Perry usant un model de mantell conductiu i escorça prima estmà l'edat de la Terra entre 2 i 3 milions d'anys. Kelvin mantingué la seva estimació en 100 milions d'anys però després la reduí a uns 20 milions d'anys.
La radioactivitat introduiria un altre factor en els càlculs. El 1876, el químic francès Antoine Henri Becquerel discobrí la radioactivitat. Al 1898, els investigadors Marie i Pierre Curie, descobriren els elements radioactius poloni i radi. El 1903 Pierre Curie i Albert Laborde anunciaren que el radi produïa prou calor per a desfer el seu propi pes en gel en menys d'una hora.
Els geòlegs ràpidament s'adonaren que el descobriment de la radioactivitat podria canviar els càlculs sobre l'edat de la Terra. Aquests càlculs assumien que la Terra i el Sol s'havien format en un determinat passat i que s'estaven refredant des de llavors. La radioactivitat donava un procés pel qual es generava calor. George Darwin i Joly foren els primers a assenyalar-ho el 1903.

### Invenció de la datació radiomètrica
La radioactivitat, que havia anul·lat la validesa dels càlculs precedents, però brindà noves eines per calcular l'edat de la Terra utilitzant la datació radiomètrica.

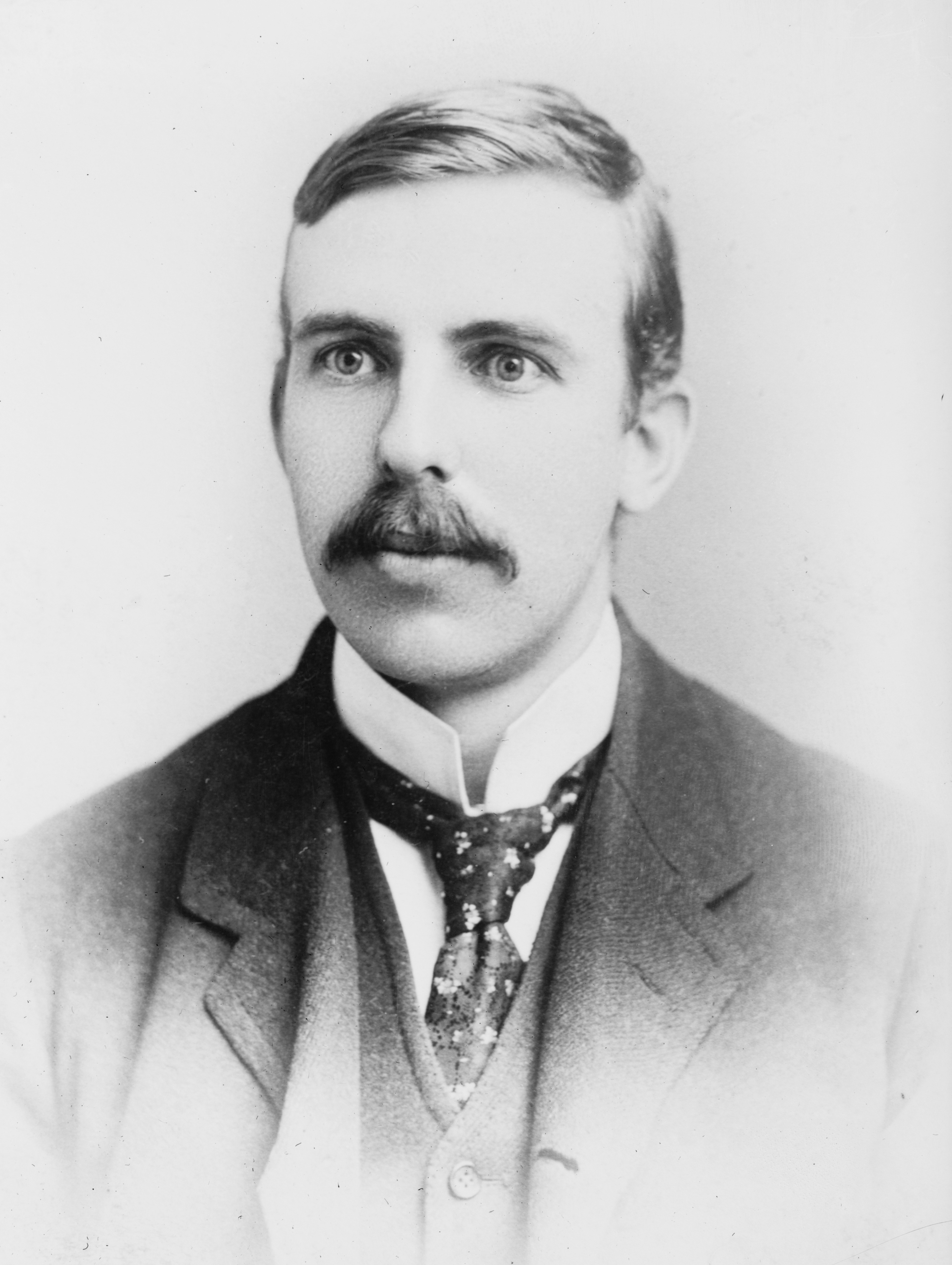
Ernest Rutherford en 1908.

Ernest Rutherford i Frederick Soddy continuaren els seus treballs amb materials radioactius i arribaren a la conclusió que la radioactivitat es devia a la transmutació espontània d'elements atòmics. En una desintegració radioactiva, un element es converteix en un altre element, més lleuger, i en el procés emet radiació alfa, beta, o gamma. Ells també trobaren que un element radioactiu decau per convertir-se en un altre a una velocitat característica que és diferent per a cada element. Aquesta velocitat s'expressa en funció de la "vida mitjana", o lapse de temps necessari perquè la meitat d'una quantitat d'un material radioactiu es transmuta i converteixi en el seu "producte de desintegració".
Mentre que alguns materials radioactius posseeixen vides mitjanes curtes, altres tenen vides mitjanes molt llargues. L'urani, el tori, i el radi tenen vides mitjanes perllongades i, per tant, encara se'ls troba en l'escorça terrestre, però aquells elements amb vides mitjanes curtes ja no es troben en forma natural en l'escorça terrestre. Aquesta troballa fa pensar que seria possible mesurar l'edat de la Terra si es mesuressin les proporcions relatives entre els materials radioactius de mostres geològiques. En realitat, els elements radioactius no sempre es desintegren directament cap a elements no-radioactius o estables, en canvi es desintegren formant altres elements radioactius que tenen les seves pròpies vides mitjanes que al seu torn es desintegren, fins que després d'una cadena de processos s'arriba a un element estable. Aquestes "cadenes de desintegració", com ara les de l'urani-radi i les del tori, es descobriren als pocs anys d'haver descobert la radioactivitat, i foren la base sobre la qual es desenvoluparen les tècniques de datació radiomètrica.
Aquests temes es veieren enriquits pels descobriments de Bertram B. Boltwood i de Rutherford. Boltwood que havien realitzat estudis sobre materials radioactius, i quan el 1904 Rutherford donà algunes xerrades en Yale,
Boltwood s'inspirà per descriure les relacions entre els elements de diverses cadenes de desintegració radioactives. Posteriorment el 1904, Rutherford realitzà el primer pas cap a la datació radiomètrica en suggerir que les partícules alfa emeses en una desintegració radioactiva podien quedar atrapades en una mostra de roca en forma d'àtoms d'heli. En aquest temps, Rutherford solament estava endevinant la possible relació entre partícules alfa i els àtoms d'heli, teoria que es demostrà quatre anys després.
Tot just Soddy i William Ramsay, del University College de Londres, hanvien aconseguit determinar el ritme mitjançant el qual el radi produeix partícules alfa, quan Rutherford proposà que podia determinar l'edat d'una roca mesurant la concentració d'heli en el seu interior. Utilitzant aquesta tècnica calculà que una mostra de roca que tenia en el seu laboratori tenia una edat d'uns 40 milions d'anys. Respecte d'això Rutherford escriví : 
| «             | Vaig entrar a la sala, que es trobava en penombres, i vaig observar entre l'audiència a Lord Kelvin pel que em vaig adonar que tindria problemes en l'última part de la meva dissertació en què presentava informació sobre l'edat de la Terra, i on els meus punts de vista estaven en conflicte amb les posicions sostingudes per Kelvin. Per al meu alleujament, ràpidament Kelvin es va quedar adormit, però quan vaig començar a tractar el punt important, vaig veure que Kelvin es va redreçar en el seu seient, va obrir un ull, i em va enviar una mirada assassina! De sobte vaig tenir un rapte d'inspiració i vaig dir, 'Lord Kelvin ha fixat l'edat de la Terra, basat en la informació existent fins ara. I justament aquesta nit ens referim a canvis en les dades que sustenten aquesta profecia, el radi! ' De sobte, Kelvin em va dirigir una mirada furibunda | » |
| — Rutherford, | |   |

Rutherford suposà que la velocitat de desingegració del radi determinada per Ramsay i Soddy era correcta, i que l'heli quedava atrapat en la mostra sense poder escapar-se. Si bé aquestes suposicions de Rutherford no eren correctes, el model igual permeté avançar en la direcció correcta.
Boltwood es concentrà en els productes finals de les cadenes de desintefració. El 1905, suggerí que el plom era el producte estable final en què acabava la cadena de desintegració del radi. Ja es coneixia que el radi era un producte intermedi en la cadena de desintegració de l'urani. Rutherford contribuí, imaginant un procés de desintegració mitjançant el qual el radi emetia cinc partícules alfa mitjançant diversos productes intermedis per acabar en plom, i pensà que era probable que la cadena de desintegració radio-plom pogués ser utilitzada per datar mostres de roques. Boltwood realitzà els càlculs, i cap a finals de 1905 havia estimat l'edat de 26 mostres de roques, obtenint valors entre 92 i 570 milions d'anys. No obstant això tingué sort al no publicar immediatament els seus resultats, ja que els mateixos contenien diversos errors de mesurament i l'ús d'un valor incorrecte per a la vida mitjana del radi. Boltwood refinà el seu treball i finalment publicà els seus resultats el 1907.
El treball de Boltwood emfatitzava que mostres preses d'estrats comparables tenien relacions d'urani / plom que eren similars, i que les mostres d'estrats més antics tenien una proporció més alta de plom, excepte en aquells casos en què havia evidència que el plom havia escapat de la mostra. No obstant això, els seus estudis eren erronis perquè per aquella època no es comprenia completament la cadena de desintegració del tori, la qual cosa feia que s'obtinguessin resultats incorrectes en les mostres que contenien urani i tori. No obstant això, els seus càlculs eren molt més precisos que tots els realitzats fins aquell moment. Utilitzant aquesta tècnica juntament amb alguns refinaments, Boltwood calculà que les seves 26 mostres de roca tenien edats entre 250 milions i 1300 milions d'anys.

### Arthur Holmes desenvolupa la datació radiomètrica
Si bé Boltwood publicà el seu treball en una important revista especialitzada en temes de geologia, la comunitat geològica tenia poc interès per la radioactivitat. Per això Boltwood no dedicà més esforços a la datació radiomètrica i es dedicà a investigar altres cadenes de desintegració. Per la seva banda, si bé Rutherford mantingué una mica d'interès en el tema de l'edat de la Terra, no feu més treballs sobre el mateix.
Fins a 1910 Robert Strutt continuà treballant sobre el mètode d'heli de Rutherford, per finalment abandonar el tema. No obstant això Arthur Holmes un deixeble de Strutt s'interessà per la datació radiomètrica i seguí treballant en el mateix quan la resta dels científics ho havien abandonat. Holmes es concentrà en la datació per plom, ja que no tenia moltes esperances en el mètode de l'heli. Realitzà mesuraments sobre mostres de roques i el 1911 arribà a la conclusió que la més antiga (una mostra de Ceilan) tenia una edat de 1600 milions d'anys. Aquests càlculs no eren particularment confiables, ja que per exemple suposà que al moment de solidificar la roca les mostres havien contingut únicament urani i gens de plom.
I més important encara, el 1913 es publicaren resultats que mostraven que els elements es presentaven en diverses variants amb diferents masses, o "isòtops". Per a la dècada de 1930, es demostrà que els isòtops tenien nuclis formats amb diferent nombre de partícules neutres anomenades "neutrons". Aquest mateix any, altres treballs publicats presenten les lleis que segueixen els decaïments radioactius, permetent d'aquesta manera una identificació més precisa de les cadenes de desintegració.
Molts geòlegs consideraven que aquests nous descobriment feien la datació radiomètrica tan complicada que la convertien en inservible. Per Holmes, això li donava eines més poderoses per millorar les seves tècniques, i continuà avançant amb els seus treballs, realitzant publicacions abans i després de la Primera Guerra Mundial. El seu treball fou ignorat fins a la dècada de 1920, si bé el 1917 Joseph Barrell, un professor de geologia de Yale, va reescriure la història geològica per ajustar-la a les troballes de Holmes utilitzant la datació radiomètrica. Les investigacions de Barrell determinaren que les capes d'estrats s'havien format amb diferents velocitats i, per tant, era incorrecte utilitzar les velocitats actuals de canvis geològics per inferir les dates de l'evolució de la història de la Terra.
La persistència de Holmes finalment començà a donar fruits cap a 1921, quan en la reunió anual de l'Associació Britànica per l'Avanç de la Ciència els membres establiren per consens que l'edat de la Terra era d'uns poc milers de milions d'anys, i que la tècnica de datació radiomètrica era creïble. Holmes publicà la seva obra The Age of the Earth, an Introduction to Geological Idees el 1927 en la qual establia un rang entre 1600 a 3000 milions d'anys. De tota manera, després d'aquests esdeveniments no es percebé un gran moviment darrere de promocionar la datació radiomètrica, que semblava havia topat amb la resistència dels membres més recalcitrants de la comunitat de geòlegs. Ells desconfiaven dels intents dels físics de ficar-se en els seus dominis, i fins ara els havien aconseguit ignorar amb èxit. El gran pes de l'evidència finalment tingué el seu efecte i el 1931 el National Research Council de l'Acadèmia Nacional de Ciències dels Estats Units finalment decidí resoldre el tema de l'edat de la Terra i per això desigà un comitè perquè investigués el tema. Atès que Holmes era una de les poques persones que tenia un coneixement de les tècniques de datació radiomètrica, fou convidat a formar part del comitè i de fet la majoria de l'informe final és de la seva autoria.
L'informe expressava que la datació radiomètrica era l'únic mètode fiable de determinar la seqüència de temps geològic. L'ampli detall i precisió de l'informe, sustentaven aquesta conclusió. L'informe descrivia els mètodes que s'havien d'usar, la cura que s'havia de tenir per realitzar els mesuraments i les incerteses i barres d'error resultants.